# Volksbank Klettgau-Wutöschingen
Die Volksbank Klettgau-Wutöschingen eG ist eine deutsche Genossenschaftsbank mit Sitz in der baden-württembergischen Gemeinde Wutöschingen im Landkreis Waldshut.  

## Geschichte
Am 17. Januar 1892 trafen sich in der Kirchspielgemeinde Schwerzen 62 Bürger aus Horheim, Schwerzen und Wutöschingen, um unter der Leitung von Pfarrer Eduard Geiger den Ländlichen Kreditverein zu gründen. Die Kassengeschäfte wurden anfangs noch in Privathäusern der jeweiligen Vorsitzenden geführt. In der Nachkriegszeit wurde 1956 ein eigenes Haus bezogen. Vier Jahre später reichten auch diese Räumlichkeiten nicht mehr aus und es wurde ein erstes zweckspezifisches Bankgebäude erbaut.
Im Jahr 1967 fusionierte die Spar- und Darlehnskasse eGmbH Brenden mit dem Sitz in Brenden mit der damaligen Spar- und Kreditbank eGmbH Wutöschingen, die dann 1969 mit der Raiffeisenkasse Untermettingen bei Waldshut eGmbH mit dem Sitz in Untermettingen und der Spar- und Darlehnskasse eGmbH Weilheim mit dem Sitz in Weilheim fusionierte.
Im April 1978 erfolgte die Umfirmierung in Volksbank eG mit Sitz in Wutöschingen. Im Jahr 2002 erfolgte die Fusion mit der Volksbank Klettgau eG mit dem Sitz in Klettgau zur Volksbank Klettgau-Wutöschingen eG. 
Die ehemalige Volksbank Klettgau eG entstand im Jahr 1971 als Klettgauer Bank eGmbH durch die Fusion der Klettgauer Bank eGmbH mit der Spar- und Darlehnskasse eGmbH Geisslingen bei Waldshut mit dem Sitz in Geißlingen. Im Jahr 1968 fusionierten die Raiffeisenbank Grießen eGmbH mit dem Sitz in Grießen und die Spar- und Kreditbank eGmbH Erzingen mit dem Sitz in Erzingen zur Spar- und Kreditbank eGmbH Erzingen, die dann in Klettgauer Bank eGmbH umfirmierte.

## Rechtsverhältnisse
Die Volksbank Klettgau-Wutöschingen eG ist im Genossenschaftsregister beim Amtsgericht Freiburg unter GnR 620053 eingetragen.

## Organisationsstruktur
Rechtsgrundlagen sind das Genossenschaftsgesetz und die durch die Vertreterversammlung beschlossene Satzung. Organe der Bank sind der Vorstand, der Aufsichtsrat und die Vertreterversammlung.

## Genossenschaftliche Finanzgruppe der Volksbanken Raiffeisenbanken
Die Volksbank Klettgau-Wutöschingen eG ist Teil der genossenschaftlichen Finanzgruppe Volksbanken Raiffeisenbanken und Mitglied beim Bundesverband der Deutschen Volksbanken und Raiffeisenbanken (BVR). Der gesetzliche Prüfungsverband ist der Baden-Württembergische Genossenschaftsverband e.V.

## Sicherungseinrichtung
Die Volksbank Klettgau-Wutöschingen eG ist der amtlich anerkannten Sicherungseinrichtung des Bundesverbandes der Deutschen Volksbanken und Raiffeisenbanken GmbH und der zusätzlichen freiwilligen Sicherungseinrichtung des Bundesverbandes der Deutschen Volksbanken und Raiffeisenbanken e.V. angeschlossen. 

## Geschäftsausrichtung
Die Volksbank Klettgau-Wutöschingen eG betreibt das Universalbankgeschäft. Neben den traditionellen Bankgeschäften erfolgen auch elektronische Dienstleistungen. Darüber hinaus ist die Volksbank in den Geschäftsbereichen Immobilienvermittlung (Volksbank Immobilien eG), Versicherungen, Bausparen und Leasing tätig. Im Verbundgeschäft arbeitet sie mit der DZ Bank, R+V Versicherung, Bausparkasse Schwäbisch Hall, Teambank, VR Smart Finanz, DZ Privatbank, easyCredit, Münchener Hypothekenbank, DZ Hyp und der Union Investment zusammen. 

## Gesellschaftliches Engagement
Die Volksbank Klettgau-Wutöschingen eG betreibt das Gewinnsparen, bei dem ein Teil des von den Kunden eingezahlten Geldes in gemeinnützige Projekte fließt. 2023 wurden 60.000 Euro an 19 Vereine und Institutionen aus dem Geschäftsbereich der Bank übergeben. Seit 2018 besteht eine Initiative, um durch Crowdfunding-Aktionen (Finanzierung durch viele Unterstützer) Stifter für bestimmte Projekte zu finden. Die von den Spendern eingezahlte Summe wurde von der Bank nochmals in gleicher Höhe gespendet.
Regionale Stiftung
„Aus dem genossenschaftlichen Leitgedanken heraus verbinde die Bank vor Ort ihr Handeln immer auch mit regionaler Verantwortung und gesellschaftlichem Engagement“, sagte Bankvorstand Ekkehard Windler beim Pressegespräch, in dem die Gründung der Stiftung „In der Region. Für die Region“ als „drittes Instrument zur Förderung regionaler Projekte“ Ende Dezember 2018 bekannt gegeben wurde.
Die neue Stiftung arbeitet als Hybridstiftung mit einem Startkapital von 250.000 Euro als Grundstockvermögen und weiteren 50.000 Euro als Verbrauchsvermögen. Die Stiftung wird von Günter Dörflinger, Bernd Kübler und Jasmin Kopp geleitet.
Zweck der Stiftung ist „die Förderung von Bildung und Erziehung, Kunst, Kultur, Sport sowie die Unterstützung hilfsbedürftiger Mitglieder der Volksbank Klettgau-Wutöschingen, die Förderung der Jugend- und Altenhilfe sowie von Wissenschaft und Forschung.“
Ziel ist das Gewinnen von ‚Zustiftern‘, um das Stiftungskapital „im Laufe der nächsten Jahre auf eine Million Euro aufzustocken.“ Ab einem Vermögen von 400.000 € kommt auch die „Förderung des Umwelt-, Landschafts- und Denkmalschutzes sowie des öffentlichen Gesundheitswesens hinzu.“
Jugendwettbewerbe
Im Rahmen des Deutschland-weiten Kunstwettbewerbs „Jugend creativ“ der Volks- und Raiffeisenbanken ehrte der Baden-Württembergische Genossenschaftsverband e.V. (BWGV) in Stuttgart die insgesamt 77 Landessieger und die Bundessieger. „856 Arbeiten der teilnehmenden Schulen zum Thema ‚Musik bewegt‘ wurden bei der Volksbank Klettgau-Wutöschingen eG eingereicht.“ Darunter befanden sich bei der Preisübergabe in Rust ein Bundessieger und zwei Landessiegerinnen. „Allein in Baden-Württemberg haben sich fast 50.000 Schülerinnen und Schüler am diesjährigen Wettbewerb beteiligt.“
Bei der 51. Runde des Jugendwettbewerbs der Volksbank Klettgau-Wutöschingen eG 2020 wurden 798 Beiträge zum Thema „Bau Dir Deine Welt“ eingereicht. Kinder und Jugendliche aus 7 Schulen im Geschäftsgebiet nahmen teil.

## Geschäftsgebiet
Das Geschäftsgebiet liegt im Osten des Landkreises Waldshut. 

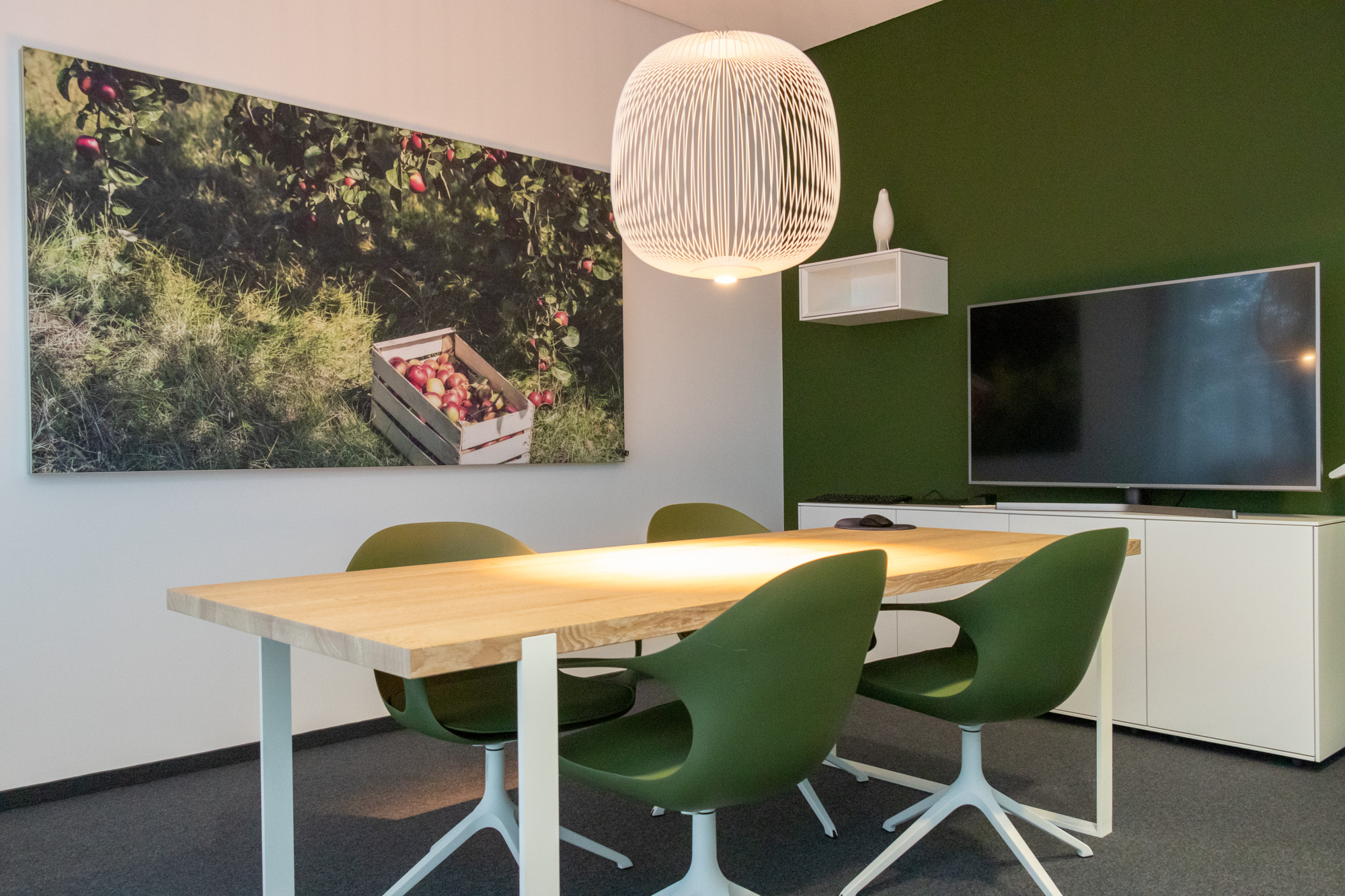
Beratungsraum der Geschäftsstelle in Klettgau-Erzingen

An diesen Orten betreibt die Bank Filialen:
- Wutöschingen (Hauptstelle, jur. Sitz)
- Erzingen (Geschäftsstelle)
- Weilheim (Geschäftsstelle)
- Grießen (SB-Geschäftsstelle)
- Horheim (SB-Geschäftsstelle)
- Brenden (Zahlstelle)